# Visage (sång)
Visage är en låt av new romantic-bandet Visage, släppt som singel på Polydor Records i mars 1981. Den skrevs av medlemmarna i Visage. Den låg 7 veckor på englandslistan och nådde som bäst en tjugoförsta (21) placering. 

## Låtlista
7" vinyl:
1. Visage (Single edit) - 3:47
2. Second Steps (Single fade) - 5:00

## Medverkande
- Steve Strange (sång)
- Midge Ure (gitarr)
- Billy Currie (synthesizer, elektrisk fiol)
- John McGeoch (gitarr)
- Rusty Egan (trummor, elektrisk trumprogrammering)
- Barry Adamson (bas)
- Dave Formula (synthesizer)